# Осипенко, Сергей Иванович
Сергей Иванович Осипенко — российский пианист и педагог, заслуженный деятель искусств Российской Федерации (2009). Профессор Ростовской Государственной Консерватории им. С. В. Рахманинова.

## Биография
Сергей Осипенко выпускник Московской консерватории им. П. И. Чайковского. Его преподавателями были профессора Л. Н. Оборин и М. С. Воскресенский. Он окончил аспирантуру в классе профессора М. С. Воскресенского.
Его квалификация — концертный исполнитель, преподаватель, концертмейстер.
С 16 сентября 1995 года профессор на кафедре специального фортепиано Ростовской государственной консерватории им С. В. Рахманинова. Преподаёт такие дисциплины, как специальность, педагогическая практика, специальный инструмент.
Свыше 20 учеников Сергея Осипенко стали лауреатами более 50 музыкальных состязаний. Они становились обладателями первых премий и Гран-при международных конкурсов имени королевы Елизаветы в Бельгии, имени Ф. Бузони в Италии, имени А. Шнабеля в Германии, имени В. Горовица в Украине, имени Ф. Шуберта в Германии, имени И. С. Баха в Германии, имени С. Рахманинова в России, имени А. Хачатуряна в Армении.
Сергей Осипенко дает мастер-классы и концерты со своими учениками в Москве и Санкт-Петербурге, ездит на гастроли за рубеж — в Украину, Финляндию, Германию, Израиль, Казахстан.
Он — наставник пианистки Анны Винницкой, профессора фортепиано четвёртой категории в консерватории Гамбурга. Она стала заниматься у Сергея Осипенко в одиннадцатилетнем возрасте в лицее при Ростовской консерватории, затем в его классе в консерватории. По словам пианистки, именно Сергей Осипенко сделал из нее большого музыканта. Его ученица Соня Бугаян была удостоена первой премии в международном конкурсе в Волгограде, Александр Яковлев — второй премии конкурса Владимира Горовица в Киеве, Алексей Хевелев — второй премии конкурса в Израиле. Еще один его ученик — музыкант Дмитрий Кривоносов.
В 2009 году ему присвоено звание «Заслуженного деятеля искусств Российской Федерации».
В 2023 году награждён медалью «За доблестный труд на благо Донского края».